# Torma Albert
Torma Albert (Budapest, 1969. május 3. –) magyar rendőrorvos ezredes, rendőrségi főtanácsos, jogász, igazságügyi orvosszakértő, a Belügyminisztérium rendvédelmi tisztifőorvosa. 2024. január 1-től az országos tisztifőorvos általános helyettese; egészségügyi válsághelyzet esetén az országos tisztifőorvosi feladatokat látja el.

## Tanulmányai
1994-ben a Semmelweis Orvostudományi Egyetem Általános Orvosi Karán szerzett orvosi diplomát, 2001-ben a Pécsi Tudományegyetem Általános Jogi Karán diplomázott.
A Nemzeti Közszolgálati Egyetem Rendészettudományi Doktori Iskolájának hallgatója 2019 – 2023 között, ahol abszolutóriumot szerzett, kutatási tudományága a biológiai tudományok. Külsős konzulense a Semmelweis Egyetem Honvéd-, Katasztrófa- és Rendvédelem Orvostan Tanszéki Csoportjának.  Számos szakmai publikáció szerzője, tudományos konferenciák rendszeres meghívott előadója. 

## Életpályája
1995-ben idegsebész gyakornokként kezdte pályafutását a Magyar Honvédség Központi Honvédkórházában. 2002-től a rendőrség bűnügyi orvosi hálózatának tagja, igazságügyi orvosszakértő jelölt. 2003-ban a Rendőrtiszti Főiskolán felsőfokú rendőrszervezői végzettséget szerzett. 2004 és 2005 között az angol rendőrségnek dolgozott bűnügyi orvosként. 2005-ben bűnügyi főszakorvos, a rendőrségi bűnügyi orvosi hálózat vezetője, emellett igazságügyi orvosszakértői képesítésre tett szert. Az igazságügyi orvostan szakvizsga mellett egészségbiztosítás-, továbbá megelőző orvostan és népegészségtan-, valamint foglalkozás-orvostan szakvizsgával is rendelkezik. 2008-tól 2013-ig a Büntetés-végrehajtás Központi Kórházának (Tököl) főigazgató főorvosa, ezredesi rendfokozatban. Rendőrmisszióban vett részt Afganisztánban (2008), a Közel-Keleten (2010) és Üzbegisztánban (2011). A hágai Nemzetközi Büntetőbíróság listás igazságügyi orvos szakértője 2007-2015 között. Rendvédelmi szakvizsgáját 2012-ben, rendvédelmi vezetőképző és mestervezetőképző kompetenciáit egy évvel később szerezte. 2014-től a Belügyminisztérium Rendvédelmi Szervek Felülvizsgáló Orvosi Bizottságának I. fokú, később II. fokú elnöke, emellett a Belügyminisztérium rendvédelmi tisztifőorvosává nevezték ki. 2017-től, mint rendőrorvos ezredes, rendőrségi főtanácsos, az Országos Rendőr-főkapitányság Felülvizsgáló Egységének vezető főorvosa és elnöke. Rendvédelmi tisztifőorvosként a COVID-19 elleni védekezés szervezője és koordinátora a rendvédelem területén.
Fiatalkorában ő volt az első magyar vadvízi kenus versenyző, Szántó Csaba világbajnoki bronzérmes kenusedző tanítványa. A szlovák bajnokságon való kvalifikációját követően részt vett az 1998-as garmisch-partenkircheni világbajnokságon. A Fülöp-szigetek harcművészeti rendszerében instruktori fokozattal rendelkezik.

## Elismerések
Több alkalommal részesült szakmai elismerésben; 2023-ban Szent György-érdemjelet kapott.

## Családja
Három leánygyermeke van.

## Publikációk
- A COVID-19 járvány hatásai a nőkre, a rendőrség női munkatársaira[12]
- Neurobiológia és bűnözés: Etikai szempontok[12]
- „Bumm a fejbe…”, avagy kivégzés és leszámolás a kilencvenes években alvilági módra[12]
- Alternatív dohánytermékek használata fesztiválon résztvevő fiatal felnőttek körében[12]
- Pandemic: Women and Policewomen[12]
- A bűnözői magatartás és az erőszak neurobiológiai szempontjai: A homloklebeny károsodása és az ingerületátvivő anyagok szerepe[12]
- The Combined Effect of Testosterone and Cortisol on Aggression - The Dual - Hormone Hypothesis[12]
- Relationship between aggression and the COVID-19 epidemic[12]
- Biology of agression in women[12]
- A női agresszió biológiája[12]